# 川人洋志
川人 洋志（かわひと ひろし、1961年 - ）は、日本の建築家。徳島県出身。北海道在住。

## 経歴
- 1961年 徳島県生まれ
- 1981年 徳島市立高等学校卒業
- 1984年 京都大学工学部建築学科卒業
- 1986年 京都大学大学院工学研究科建築学専攻修士課程修了
- 1986年 清水建設株式会社設計本部
- 1999年 札幌市立高等専門学校建築デザイン講師
- 2003年 川人建築設計事務所設立
- 2006年 北海道工業大学建築学科教授
- 2014年 北海道科学大学工学部建築学科教授
- 2025年 北海道科学大学工学部建築学科教授退官

## 主な作品
- 1993年 泉郷プラザホテル蓼科（現：ホテルアンビエント蓼科）、長野県北佐久郡立科町
- 2000年 界川の家
- 2002年 月寒の家
- 2005年 札幌駅前交番
- 2007年 KM
- 2008年 知床斜里駅
- 2008年 W
- 2012年 共働学舎新得農場男子寮
- 2015年 共働学舎新得農場カリンパニ

## 主な受賞・入選
- 1990年・新建築住宅設計競技“住居は住むためのエレクトロニクス装置である-審査員：原広司”において 二等入選
- 1995年・新建築住宅設計競技“Sinplicity/Complexity-審査員：Jean Nouvel”において 二等入選
- 1997年 SD Review1997 朝倉賞受賞
- 1998年 新建築住宅設計競技“詩的空間-審査員：高松伸”において 佳作
- 1999年・SD Review1999に入選
- 2000年・SD Review2000に入選
- 2001年“界川の家”にて日本建築家協会北海道支部住宅部会新人賞受賞
- 2001年“界川の家”にて日本建築学会北海道建築賞奨励賞受賞
- 2002年“界川の家”にて日本建築学会作品選集2002入選
- 2005年 “建築家 藤森照信、伊東豊雄が選ぶ住宅セレクションVOL.1選定コンペティション” ベスト30案入選
- 2005年“月寒の家”にて日本建築学会作品選集2005入選
- 2006年“月寒の家”にて日本建築家協会優秀建築選2006入選
- 2006年 知床斜里複合駅舎プロポーザルコンペ最優秀賞受賞
- 2007年“札幌駅前交番”にて日本建築学会作品選集2007入選
- 2007年“札幌駅前交番”にて日本建築家協会優秀建築選2007入選
- 2008年 “知床複合駅舎”にて鉄道建築協会賞作品部門入選
- 2009年“KM”にて日本建築家協会優秀建築選2009入選
- 2010年“知床斜里複合駅舎”にて日本建築学会作品選集2010入選
- 2012年“KM”にて日本建築学会作品選集2012入選
- 2014年“共働学舎新得農場男子寮”にて日本建築家協会優秀建築選2013入選
- 2015年 SD review2015 朝倉賞
- 2016年“カリンパニ”にて日本建築学会北海道建築賞受賞
- 2017年“カリンパニ”にて日本建築家協会優秀建築選2016入選
- 2018年“カリンパニ”にて日本建築学会作品選集2018入選
- 2018年“積層の縁”にて日本建築家協会北海道支部主催 松原ビルプロポーザルコンペ佳作